# Taktisk bombning
Taktisk bombning foregår, hvor man på slagmarken bomber fjendtlige styrker. Modsat strategisk bombning hvor man angriber fjendens infrastruktur.
Taktisk bombning begyndte under første verdenskrig hvor små fly droppede bomber ud over siden på deres åbne cockpits. Under anden verdenskrig udviklede man specialiserede fly til det, såkaldte jagerbombere. 
Under Koreakrigen blev taktiske bombninger udført af blandt andet F4U Corsair. Senere i Vietnamkrigen blev missionerne ofte støttet af fremskudte observatører og koordineret med infanteriet på jorden.   
I dag bliver taktiske bombemissioner primært udført med bomber, der kan styres til målet med uhyre præcision. 
Der findes to typer af taktisk bombning:
- Bombning i samarbejde med soldater på jorden.
- Bombninger, der har til formål at forhindre fjendtlige soldater i at kæmpe med fuld effektivitet.